# Александр I (король Шотландии)
Александр I Неистовый (гэльск. Alasdair mac Maíl Choluim, англ. Alexander I The Fierce; ок. 1077/78 — апрель 1124) — король Альбы (Шотландии) (1107 — 1124), сын короля Малькольма III.

## Биография
Александр воспитывался при английском дворе вместе с братьями — Эдгаром и Давидом.
В ноябре 1093 года, после одновременной гибели Малькольма III и старшего из его сыновей от брака с Маргаритой Шотландской — Эдуарда, шотландский престол захватил Дональд III. Александр и его братья Эдмунд, Эдгар и Давид вынуждены были бежать в Англию, где в это время находился их сводный брат Дункан. В 1097 году Эдгар при поддержке Вильгельма II Рыжего свергнул Дональда III и стал новым королём, после чего Александр с братьями смог вернуться на родину.
В 1107 году перед своей смертью бездетный король Эдгар провозгласил его своим преемником на шотландском престоле, но при этом южная часть Шотландии (Стратклайд, Камберленд и Южный Лотиан) были отданы в удел Давиду.
Правление Александра началось с гражданской войны. Мормеры Морея и Мернса, недовольные королевской властью, организовали покушение на короля в его резиденции Инвергоури. Однако Александр был вовремя предупреждён и избежал гибели. Возглавив отряд закованных рыцарей, король преследовал мятежников до переправы Стокфорд. Переплыв залив Морей на лошадях, отряд с яростью напал на мятежников и разбил их. Немногие уцелевшие мятежники перешли на сторону короля.
В последующие годы Александр правил Шотландией твёрдой рукой, сохраняя мир внутри страны. Своё прозвище «Неистовый» король получил за твёрдость в решениях по тому или иному церковному вопросу. Александр пытался реформировать церковь, погрязшую в беспорядках и коррупции. Он также приносил пожертвования основанным его родителями монастырям в Данфермлине и монастырю, заложенному его братом в Колдингеме, а также основал два епископства. В 1123 году в знак благодарности за спасение при кораблекрушении он основал для ордена августинцев монастырь в Инчколме. Однако самым известным событием в истории шотландской церкви того времени стал спор между Александром и Кентерберийскими архиепископами о статусе Сент-Эндрюса, который был отголоском ещё не законченного на континенте спора об инвеституре. Александр не желал признавать духовную власть архиепископа Кентерберийского над всей Британией и стремился подчинить себе епископа Сент-Эндрюса, в результате чего кафедра длительное время пустовала.
Александр I умер 23, 25 или 27 апреля 1124 года, не оставив законных детей (в исторических хрониках упоминается его незаконнорожденный сын Малкольм). После него шотландский престол перешёл к его младшему брату Давиду.